# Casa de Clorinda Matto de Turner
La Casa de Clorinda Matto de Turner es una casona colonial ubicada en el centro histórico del Cusco, Perú, frente a la Plaza San Francisco. Durante el siglo XIX fue vivienda de la escritora cusqueña Clorinda Matto de Turner. Actualmente es sede de la Gerencia Departamental Cusco de EsSalud y su Centro del Adulto Mayor.
Desde 1972 el inmueble forma parte de la Zona Monumental del Cusco declarada como Monumento Histórico del Perú. Asimismo, en 1983 al ser parte del casco histórico de la ciudad del Cusco, forma parte de la zona central declarada por la UNESCO como Patrimonio Cultural de la Humanidad.

## Historia
El solar se encuentra sobre lo que fueran los andenes incaicos del barrio de Carmenca. En 1580 este terreno fue ocupado por Juan de Armenta y en 1632 fue vivienda del noveno obispo del Cusco Fernando de Vera y Zúñiga.
La casa fue construida en el siglo XVII pero fue constantemente modificada por lo que no tiene un único estilo.  
Tras varios propietarios durante la colonia, en el siglo XIX la casa pasó a ser propiedad de la familia Matto y Usandivaras. Luego, a inicios del siglo XX fue vivienda del cusqueñista estadounidense Albert Giesecke, quien fuera rector de la Universidad Nacional San Antonio Abad del Cusco y estuvo casado con Esther Matto. En 1929 el inmueble fue adquirido por Carmen Vargas Viuda de Romanville y en 1946 por una distribuidora de tejidos quienes, en 1972 vendieron a los hermanos Oscar y Juan Cáceres de Velásquez. En 1974 el inmueble fue adquirido por el Banco Hipotecario del Perú y restaurado por el Instituto Nacional de Cultura. Posteriormente, fue adjudicada al Instituto Peruano de Seguridad Social, hoy EsSalud.

## Arquitectura
La casa tiene un patio tradicional de piedra y está decorada internamente con pinturas murales que fueron recuperadas al restaurarse el inmueble en los años 1970 por el Instituto Nacional de Cultura.

#### Libros y publicaciones
- Angles Vargas, Víctor (1983). Historia del Cusco Cusco Colonial Tomo II Libro Segundo. Lima: Industrialgrafica S.A.

- Datos: Q68867427
- Multimedia: Casa de Clorinda Matto de Turner / Q68867427